# Castelli (1857)
El pontón Castelli fue un buque que participó de las guerras civiles argentinas integrando la escuadra del Estado de Buenos Aires pasando a servir en sus últimos años en la Armada Argentina.

## Historia
La barca mercante de matrícula norteamericana Horndick, de casco de madera y aparejo incompleto (bauprés, palos trinquete y mayor), fue comprada a sus consignatarios Samuel B.Hale&Cía en el puerto de la ciudad de Buenos Aires el 14 de septiembre de 1857 en la suma de $f 14.000. Con el nombre de pontón Castelli y dotada de telégrafo óptico, reemplazó en esas funciones al 25 de Mayo, actuando en tareas de control de cuarentena, como buque de prácticos, vigilancia fluvial y de resguardo dependiente de la Capitanía de Puerto bajo el mando del subteniente Plácido Goldriz.
Reiniciada la Guerra entre la Confederación Argentina y el Estado de Buenos Aires en 1859, estuvo brevemente al mando del subteniente Francisco Sardo tras lo que fue trasladado a la isla Martín García bajo el comando del sargento mayor de marina Mariano Clavelli.
El 16 de mayo de 1859 salvó a la tripulación de una barca austríaca incendiada en el Río de la Plata.
Fue apresada por la escuadra nacional frente al puerto de Buenos Aires. Posteriormente represada en aguas de Colonia del Sacramento, en agosto en Buenos Aires se la tasó en $100.000 a los efectos de fijar el premio a las tripulaciones que la capturaron.
Intervino en el Combate de Martín García (1859) y si bien su condición de pontón le impedía maniobrar su importante artillería, 4 carronadas de a 20, 1 coliza de a 24, 6 pedreros de a 4, causó importantes daños a los navíos de la Confederación, especialmente en el vapor Pampero.
Tras la Acción naval de San Nicolás de los Arroyos (1859), la escuadra porteña comandada por Antonio Susini, tras evacuar las fuerzas al mando de Bartolomé Mitre, se replegó a Martín García, encontrando la isla sin más defensa que la del Castelli y sus hombres.
Remolcada por el Caaguazú hasta San Nicolás de los Arroyos transportando municiones y armas para el ejército en operaciones fue capturada nuevamente y recuperada el 11 de noviembre de 1859 al finalizar las hostilidades. En 1860, al mando del capitán Juan Ballesteros, mientras cumplía sus funciones estacionario en Balizas Exteriores asistió a una barca incendiada salvando su tripulación y parte de la carga.
Ese año se la proveyó de una farola para servir de referencia en las arribadas nocturnas y se le quitó la artillería. Actuó como depósito de carbón y eventualmente de prisión.
En 1861, nuevamente al mando de Goldriz, alternó su fondeadero con Punta Indio y Martín García.
Entre 1862 y 1865, bajo el mando sucesivo del capitán Federico Abad (enero a junio), el teniente Cipriano Jorge y el subteniente Felipe Dragonovich, continuó desempeñando similares funciones y actuó también como "depósito de marineros", recibiendo a los nuevos reclutas de la escuadra para su entrenamiento básico previo a su pase a otros buques.
En la Memoria de Guerra y Marina de 1865 se indica el pésimo estado de su casco y se recomienda su reemplazo. Durante el que sería el último año en servicio estuvo al mando de los tenientes de marina Juan Bookart, Cipriano Jorge y Miguel Soler. El Castelli fue finalmente rematado y adquirido por Nicolás Corrado.